# Hermann Redlin
Hermann Redlin (* 1. März 1931; † 31. Juli 2023) war ein deutscher SED-Funktionär.

## Leben
Redlin trat 1950 der SED bei und war hauptamtlicher FDJ-Funktionär. Ab 1954 war er Zweiter Sekretär der FDJ-Bezirksleitung Schwerin. Er studierte an der Parteihochschule „Karl Marx“ und schloss sein Studium als Diplom-Gesellschaftswissenschaftler ab. Von 1958 bis 1963 wirkte er als Sekretär für Agitation und Propaganda der SED-Kreisleitung Schwerin-Stadt, von 1970 bis 1972 als Erster Sekretär der SED-Kreisleitung Ludwigslust und von 1972 bis 1974 als Abteilungsleiter der SED-Bezirksleitung Schwerin. Von Februar 1974 bis 1989 war er Vorsitzender der Bezirksparteikontrollkommission (BPKK) und Mitglied des Sekretariats der SED-Bezirksleitung Schwerin.

## Auszeichnungen
- Vaterländischer Verdienstorden in Bronze (1973)